# Bacytracyna
Bacytracyna – mieszanina organicznych związków chemicznych z grupy antybiotyków polipeptydowych wytwarzanych przez pewne szczepy Bacillus subtilis lub Bacillus licheniformis. Głównymi składnikami są bacytracyny A, B1, B2 i B3. Wykazują działanie bakteriobójcze wobec bakterii Gram-dodatnich. Nie działają na Pseudomonas aeruginosa i Enterobacteriaceae.

## Mechanizm działania
Zakłóca syntezę ściany komórkowej bakterii. Hamuje defosforylację nośnika lipidowego (baktoprenolu, inaczej undakarpenolu), który przenosi podjednostki peptydoglikanu do tworzonej ściany komórkowej.

## Zastosowanie

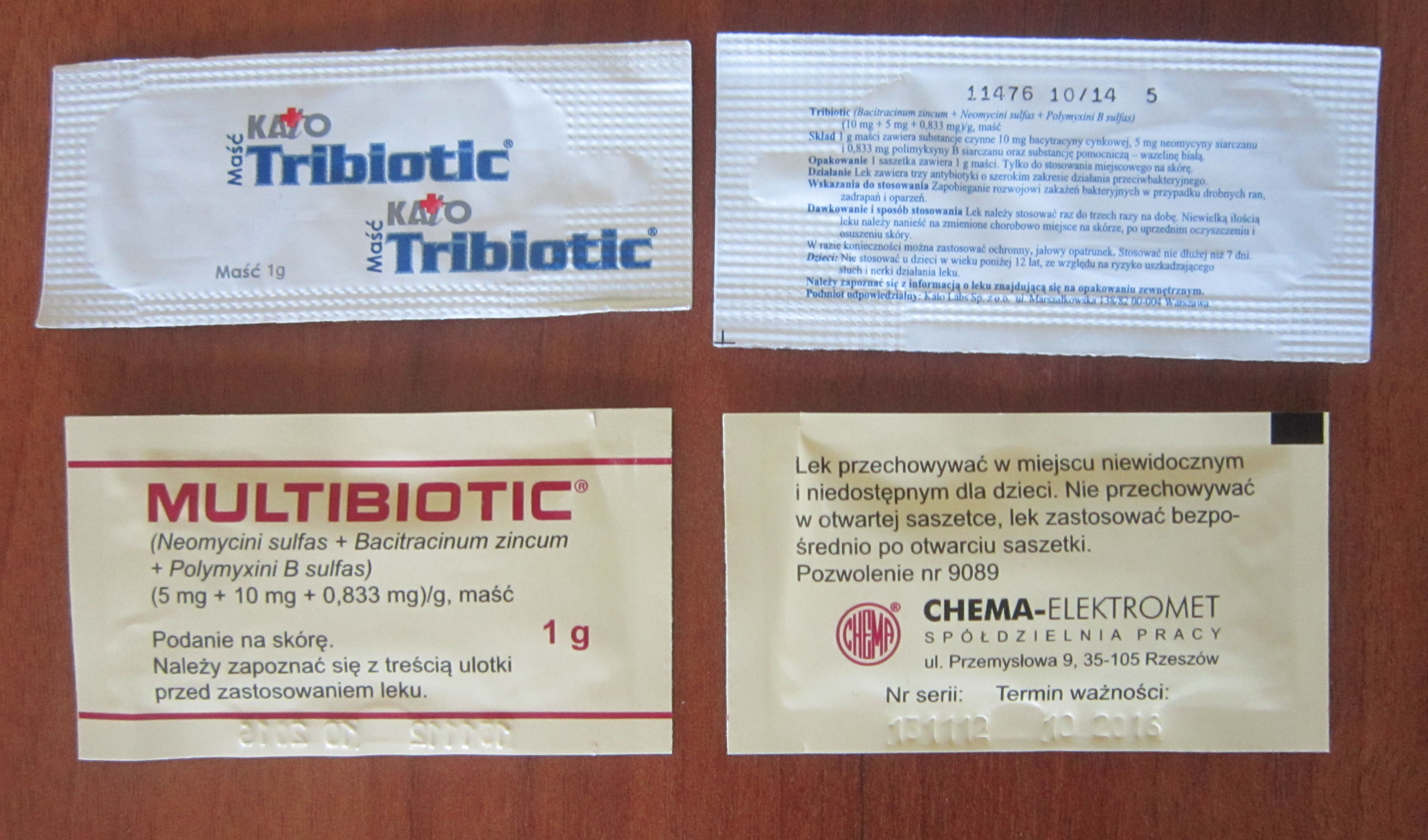
Bacytracyna zawarta jest w maściach Tribiotic i Multibiotic

Bacytracyna nie wchłania się z przewodu pokarmowego i jest przeznaczona do stosowania miejscowego. Podawana ogólnoustrojowo jest bardzo nefrotoksyczna. Doustnie podaje się ją tylko w wyjątkowych przypadkach, gdy zachodzi potrzeba wyjałowienia przewodu pokarmowego.
Stosuje się miejscowo w zakażeniach skóry i błon śluzowych gronkowcami i paciorkowcami, w leczeniu rzekomobłoniastego zapalenia jelit. Rzadko w gronkowcowym zapaleniu jelit. W dawce 500 j.m./g bazy maści (często w połączeniu z polimyksyną lub neomycyną) jest wskazana w zwalczaniu zmian wywołanych mieszaną florą bakteryjną w obrębie skóry, ranach powierzchniowych lub na błony śluzowe. Roztwory bacytracyny zawierające 100–200 j.m./ml w soli fizjologicznej mogą być stosowane do irygacji stawów, ran lub jamy opłucnowej.
Niektóre z jej analogów wykorzystywane są w leczeniu wirusowych zakażeń – hamując powstawanie agregatów w dołeczkach opłaszczonych klatryną, przyczyniają się do zmniejszenia endocytozy cząstek wirusa.